# Hope Point (Südgeorgien)
Der Hope Point ist eine Landspitze an der Nordküste Südgeorgiens. Das Kap markiert am Westufer der Cumberland East Bay die nördliche Begrenzung der Einfahrt zur King Edward Cove.
Das UK Antarctic Place-Names Committee benannte sie 1955 nach Herbert Willes Webley Hope (1878–1968) von der Royal Navy, der die King Edward Cove 1920 von Bord der HMS Dartmouth vermessen hatte.